# 須坂新聞
須坂新聞（すざかしんぶん）は、須坂新聞株式会社が編集・発行する週刊紙・地域紙である。
長野県須高地域（須坂市・高山村・小布施町）・長野市若穂地区を中心とし、毎週土曜日に刊行されている。

## 概要
須坂市出身で信濃毎日新聞記者であった北澤邦夫が郷里に戻り、「ふるさとのお茶の間に明るい話題を提供したい」として1968年（昭和43年）5月5日に創刊。
以降、「郷土の未来を創造するコミュニティー・ペーパー」をスローガンに、地域の話題を中心として毎週土曜日発行で年間48回の発行を続け、2018年に創刊50周年を迎えた。現在の形態はタブロイド判、20-24面。
2021年時点での購読者数は須高地域居住世帯数22,577世帯に対して発行部数16,913部と普及率74%にも上っている。

## 沿革
- 1968年（昭和43年）5月5日 - 創刊。
- 1970年（昭和45年） - 社屋を東横町から市役所前に移転。
- 1974年（昭和49年） - 姉妹都市三浦市のローカル紙「三崎港報」と姉妹提携。
- 1975年（昭和50年） - 「少年の船」へ豆記者派遣始まる。
- 1976年（昭和51年） - 本紙主催「高山村でカモシカを見る会」
- 1980年（昭和55年） - 社屋を市役所前から東横町に移転。
- 1983年（昭和58年） - 社屋を東横町から南横町に移転。
- 1984年（昭和59年） - 姉妹紙の松代新聞（現・長野市民新聞）創刊。
- 1986年（昭和61年） - 紙面の大きさを現在のタブロイド判に変更。
  - 同年 - 姉妹紙の南長野新聞（現・長野市民新聞）創刊。
- 1988年（昭和63年） - 「須坂新聞を飾った須高あの人この人」発刊。
- 1989年（平成元年） - 紙齢1000号（6月17日号）
- 1996年（平成8年） - 会長に北澤邦夫、社長に北澤正が就任。
- 2001年（平成13年） - 新聞制作完全デジタル化。
- 2005年（平成17年） - 須坂新聞ホームページ開設。
- 2006年（平成18年） - 北澤邦夫会長死去。
  - 同年 - 文字拡大など紙面刷新。
- 2008年（平成20年） - 須坂新聞メールマガジン創刊。
- 2009年（平成21年） - 全ページカラー化。
- 2016年（平成28年） - 荒井広宙選手のリオデジャネイロオリンピック男子競歩50km銅メダル獲得により、初の号外を発行[3]。